# Нырок Бэра
Нырок Бэра, или бэров нырок (лат. Aythya baeri) — редкий вид птиц из семейства утиных. Назван в честь натуралиста Карла Эрнста фон Бэра.

## Общая характеристика
Самец нырка Бэра имеет чёрные с зелёным отливом голову и шею, в то время как у самки голова и шея и черновато-рыжие.

## Распространение
Нырок Бэра имеет узкий ареал. В России он гнездится в Амурской области, в Хабаровском и Приморском краях, и лишь в бассейне Амура, встречается также в Монголии и Китае. Зимует в Китае, на Корейском полуострове и в Японии.

## Образ жизни
Населяет небольшие, заросшие тростником, озёра и болота. Гнёзда устраивает на земле, скрывая их в траве у берегов водоёмов. Часто гнездится в колониях с другими птицами, в основном с обыкновенной чайкой, речной и белокрылой крачками. В кладке нырка Бэра 9-13 яиц.

### Питание
Нырок Бэра питается зелёными побегами и семенами водных и околоводных растений — камыша, осоки и т. д. Реже питается рыбой.

## Причины сокращения численности
В основном сокращение численности нырков Бэра связывают с сокращением пригодных для гнездования территорий, а также охота на взрослых птиц.